# Atelier Pontdarc
Atelier Pontdarc Co., Ltd. (株式会社Atelier Pontdarc Kabushiki Gaisha Atelier Pontdarc?) es un estudio de animación japonés. Fue fundado en julio de 2020 por Tsunaki Yoshikawa, productor de animación de White Fox.

## Trabajos

### Series de televisión
| Año  | Título                      | Director(es)  | Fecha de primera transmisión | Fecha de última transmisión | Eps. | Nota(s)                                                                                          | Refs.             |
| ---- | --------------------------- | ------------- | ---------------------------- | --------------------------- | ---- | ------------------------------------------------------------------------------------------------ | ----------------- |
| 2022 | Isekai Ojisan               | Shigeki Kawai | 6 de julio de 2022           | 8 de marzo de 2023          | 13   | Adaptación del manga escrito e ilustrado por Hotondoshindeiru.                                   | [ 4 ]             |
| 2024 | Isekai Shikkaku             | Shigeki Kawai | 9 de julio de 2024           | 24 de septiembre de 2024    | 12   | Adaptación de las novelas ligeras escritas por Hiroshi Noda e ilustradas por Takahiro Wakamatsu. | [ 5 ] [ 6 ]       |
| 2025 | Food Court de, Mata Ashita. | Kazuomi Koga  | 7 de julio de 2025           | 11 de agosto de 2025        | 6    | Adaptación del manga escrito e ilustrado por Shin'ichirō Nariie.                                 | [ 7 ] [ 8 ] [ 9 ] |

### ONAs
| Año  | Título            | Director(es) | Primer lanzamiento       | Último lanzamiento     | Eps. | Nota(s)                                              | Refs.  |
| ---- | ----------------- | ------------ | ------------------------ | ---------------------- | ---- | ---------------------------------------------------- | ------ |
| 2021 | Ganbare Dōki-chan | Kazuomi Koga | 20 de septiembre de 2021 | 5 de diciembre de 2021 | 12   | Adaptación de la colección de ilustraciones de Yomu. | [ 10 ] |